# جيناسيو نيلسون نيلسون
جيناسيو نيلسون نيلسون (بالبرتغالية: Ginásio Nilson Nelson‏) هي ساحة رياضية داخلية تستخدم في الغالب لكرة الطائرة وتقع في برازيليا بالبرازيل، والتي تقع بالقرب من ملعب ماني غارينشا الوطني.